# El Llano (község)
El Llano (nevének jelentése: a síkság) község Mexikó Aguascalientes államának keleti részén. 2010-ben lakossága kb. 18 800 fő volt, ebből mintegy 5400-an laktak a községközpontban, Palo Altóban, a többi 13 400 lakos a község területén található 156 kisebb településen élt. Önálló községként csak 1992-ben hozták létre.

## Fekvése
A község Aguascalientes állam keleti részén helyezkedik el, nevével ellentétben azonban nem teljesen sík. Bár legnagyobb része valóban az (kb. 2000 méterrel a tengerszint felett), keleti sarkában már mintegy 500 méteres relatív magasságú hegyek emelkednek, legmagasabb csúcsai a Cerro Juan el Grande és a Las Preñadas. A területen egy év alatt hulló 400–600 mm csapadék időbeli eloszlásának egyenetlensége miatt állandó vízfolyások nincsenek a községben, csak időszakosak, melyek közül legjelentősebbek a San Francisco, a Calvillito, a Las Maravillas és a Las Venas. Legnagyobb állandó tava az El Salvador, az ennél is nagyobb La Colorada viszont csak időszakos tó. A község területének több mint kétharmadán növénytermesztés folyik, negyedét rétek, legelők borítják, míg északon közel 4%-ot bozótos területek, keleten kb. 2%-ot erdők tesznek ki.

## Népesség
A község lakóinak száma a közelmúltban folyamatosan növekedett, a változásokat szemlélteti az alábbi táblázat:
| Év   | Lakosság |
| ---- | -------- |
| 1995 | 14 278   |
| 2000 | 15 327   |
| 2005 | 17 115   |
| 2010 | 18 828   |

## Települései
A községben 2010-ben 157 lakott helyet tartottak nyilván, de nagy részük igen kicsi: 71 településen 10-nél is kevesebben éltek. A jelentősebb helységek:
| Település                          | Lakosság (2010) |
| ---------------------------------- | --------------- |
| Palo Alto (községközpont)          | 5399            |
| Los Conos                          | 1108            |
| Ojo de Agua de Crucitas            | 1078            |
| Santa Rosa (El Huizache)           | 1050            |
| La Luz                             | 870             |
| El Novillo                         | 865             |
| Licenciado Jesús Terán (El Muerto) | 783             |
| Francisco Sarabia (La Reforma)     | 625             |
| Montoya                            | 613             |
| El Retoño                          | 591             |
| La Tinaja                          | 470             |
| Lomas del Refugio (La Loma)        | 420             |
| El Tildío                          | 388             |
| El Terremoto                       | 354             |
| El Llano (Cereso)                  | 327             |